# 新西爾基 (科羅斯堅區)
51°14′23″N 28°56′10″E / 51.23972°N 28.93611°E
新西爾基（烏克蘭語：Новосілки）是位於烏克蘭北部的村莊，由日托米爾州科羅斯堅區的奧夫魯奇市鎮負責管轄。該村始建於1652年，面積0.32平方公里，海拔高度149米，2001年人口44，人口密度每平方公里135.8人。